# Den Helder

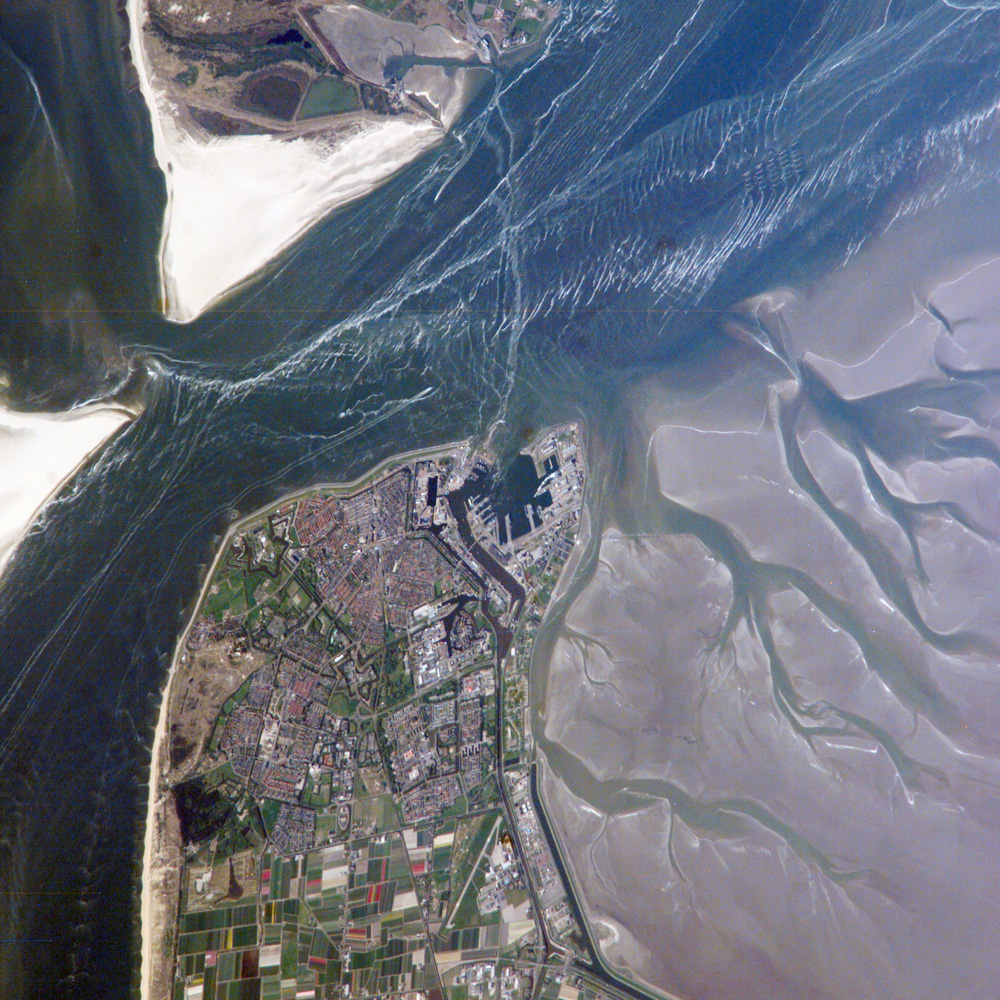
Vista satelital de Den Helder (NASA, 2007)

Den Helder es una localidad y un municipio al norte de la provincia de Holanda Septentrional en los Países Bajos. La región donde se ubica Den Helder se conoce como Kop van Noord-Holland o Noordkop. En la ciudad se encuentra el puerto base de la Armada Real de los Países Bajos. Localizada en el punto más extremo de la península de Holanda Septentrional, el mar de Frisia lo separa de la isla de Texel.

## Localidades del municipio
El municipio de Den Helder comprende la población homónima, donde se sitúa el ayuntamiento, y los siguientes pueblos y caseríos:
Pueblos:
- Huisduinen
- Julianadorp

Caseríos
- De Kooy
- Friese Buurt
- Noorderhaven

Balneario
- Julianadorp aan Zee

## Historia
La mayoría de los habitantes del municipio viven en la ciudad del mismo nombre. Los distritos más importantes de la ciudad son Nieuw Den Helder, De Schooten y el centro. Los demás habitantes del municipio viven en los pueblos Julianadorp (cerca de 15.000) y en Huisduinen (unos 1.000). Sin embargo, estos pueblos son considerados como barrios, debido a su cercanía con la capital. Huisduinen es, por lo demás, el primitivo Den Helder; después vino un segundo barrio a un costado, el cual fue llamado Helder siendo este el comienzo del actual Den Helder.
Algunos piensan que el origen de este nombre es una entrada de mar llamada Helledore, que significa "deur tot de hel" (puerta al infierno). Debido a la posición estratégica de este canal, conocido actualmente como Marsdiep, habría sido un "infierno" para los barcos enemigos que quería ingresar al Zuider Zee por esta vía. Sin embargo, es muy probable que esta historia sea sólo una leyenda del lugar. Las teorías más aceptadas son que proviene de Helle / Helde, que significa pendiente o lugar inclinado; o Helre, que quiere decir "espalda arenosa". Den Helder también se llamó Nieuwediep, cuyo gentilicio, Nieuwedieper, aún es utilizado con frecuencia para los habitantes de Den Helder. También se les denomina Jutter. 
En 1795 la flota neerlandesa, encallada en el hielo, fue tomada por la caballería francesa, durante las guerras revolucionarias.
A comienzos del siglo XIX, cuando Den Helder fue parte del Imperio Napoleónico, se comenzó a construir un puerto, un fuerte y una base naval en la ciudad. Incluso después de la capitulación de los franceses el 4 de mayo de 1814 se quedó la marina en Den Helder, convirtiendo al puerto en su principal base.

## General

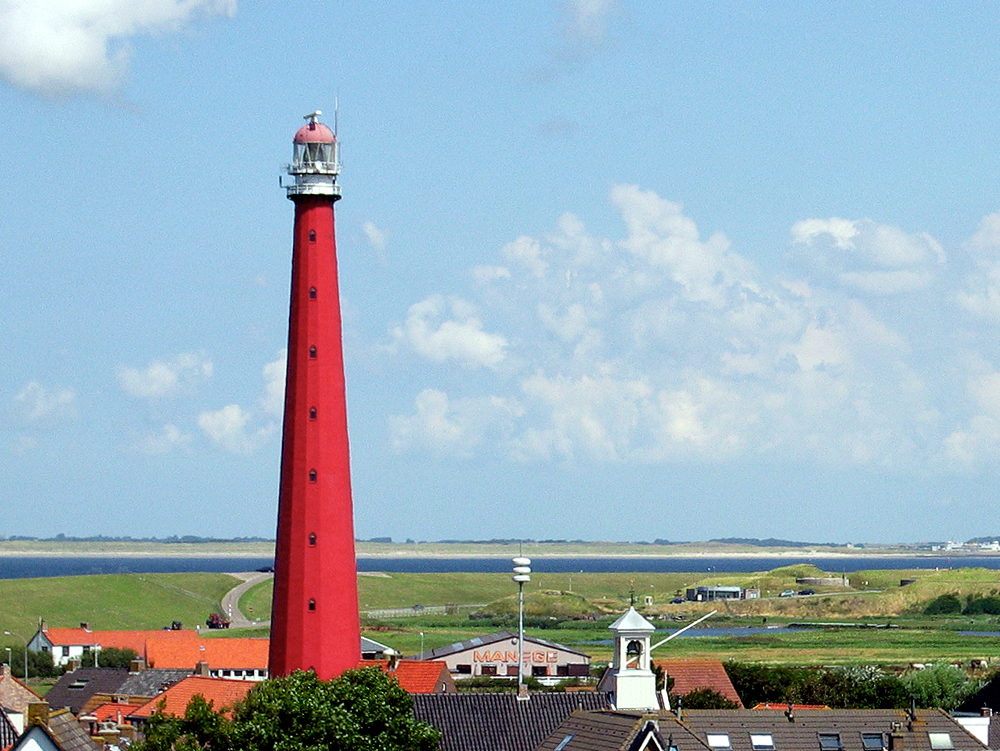
De Lange Jaap.

Den Helder es conocido como la base de la Armada de los Países Bajos, lo que constituye una importante fuente de trabajo para la ciudad y sus alrededores. La mayoría de las actividades navales del país también se concentran en la ciudad: el puerto base de varios de sus buques, los astilleros, el Instituto Real de Marina, un aeródromo naval (en De Kooy) y un centro de Infantería de Marina (en Texel).
El 22 de enero de 2005 se produjo un incendio en la antigua Cámara Municipal de Den Helder, construida en 1851. Poco después fue reconstruida en el mismo estilo antiguo.
El faro de Den Helder se llama De Lange Jaap y se ubica en Huisduinen. Es el faro de hierro fundido más alto de Europa (63,45 m). Construido en 1877, la estructura tiene 16 lados. La luz de su tope se encendió por primera vez el 1 de abril de 1878.
Den Helder es una de las 21 llamadas "comunas antillanas" de los Países Bajos. Sucede que en estas comunas habita mucha gente proveniente de las Antillas Neerlandesas, ya sea provisional o definitivamente. En Den Helder viven unos 1450 antillanos.

## Lugares de interés

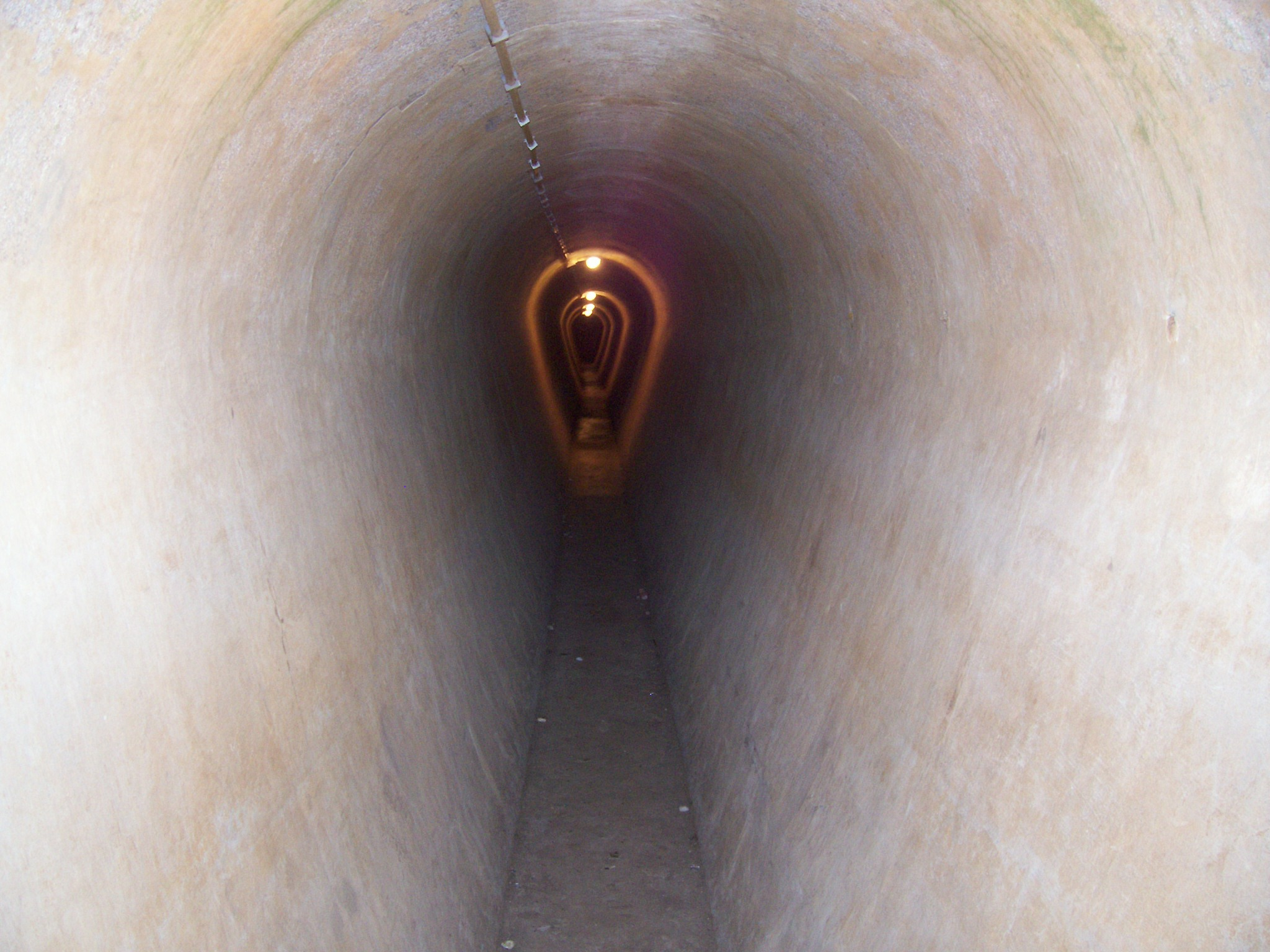
Uno de los túneles del Fuerte Kijkduin.

En Den Helder se encuentran algunos museos y lugares turísticos, tales como:
- Fuerte Kijkduin, construido en 1811 por orden de Napoleón Bonaparte.
- Marinemuseum.
- Museo Dorus Rijkers.
- Cape Holland Willemsoord.

## Transporte

### Transporte público
Den Helder es el punto de partida (o término) del ferrocarril en dirección a Alkmaar. De aquí parte cada 30 minutos un tren hacia Nimega. Este tren para, entre Den Helder y Alkmaar, en todas las estaciones.
Entre Den Helder y 't Horntje, en la isla Texel, circula un ferry de la compañía TESO.
Además, existe un sistema de transporte de autobuses llamado Conexxion, usado para circular dentro de la ciudad o bien para ir a otras ciudades cercanas.

## Política
El Concejo Municipal lo forman (2014) el alcalde (Koen Schuiling, de VVD) y cuatro concejales, uno de cada de uno de los siguientes partidos: VVD, D66, CDA y Trots op Nederland. 
El ayuntamiento posee 31 escaños, repartidos en 2014 de la siguiente forma:
- Stadspartij Den Helder (11 escaños)
- VVD (4 escaños).
- Demócratas 66 (4 escaños)
- CDA (4 escaños).
- PvdA (2 escaños).
- Helder Onafhankelijk! (2 escaños)
- CU (1 escaño).
- Izquierda verde (1 escaño).
- Prins-Voor behoorlijk bestuur (1 escaño).
- Vrije Socialisten (1 escaño)